# Харитонівська сільська територіальна громада
Харитонівська сільська територіальна громада — територіальна громада в Україні, у Житомирському районі Житомирської області. Адміністративний центр — село Харитонівка.

## Загальна інформація
Площа території громади — 207,1 км², кількість населення — 1 814 мешканців (2020).
Станом на 2019 рік, площа громади — 213,49 км², населення — 1845 мешканців.

## Населені пункти
До складу громади входять 13 сіл: Глибочок, Горіхове, Кулішівка, Мамрин, Машина, Осикове, Осиковий Копець, Розкидайлівка, Рудня, Смолівка, Трикопці, Харитонівка та Шахворостівка.

## Старостинський округ
- Шахворостівський[3]

## Історія
Утворена 2 листопада 2018 року шляхом об'єднання Харитонівської та Шахворостівської сільських рад Коростишівського району.
Відповідно до постанови Верховної Ради України № 807-IX від 17 липня 2020 року «Про утворення та ліквідацію районів», громада увійшла до складу новоствореного Житомирського району Житомирської області.